# فهرست قسمت‌های دختر کفشدوزکی و پسر گربه‌ای
دختر کفشدوزکی و پسر گربه‌ای که با نام‌های متفاوتی مانند «ماجراجویی در پاریس»، «میراکلس»، «لیدی‌باگ و کت ‌نوآر» و … شناخته می‌شود، یک انیمیشن سریالی فرانسوی است که با همکاری چند شرکت بین‌المللی تولید شده و در بیش از ۱۵۰ کشور در کانال‌هایی مانند نیکلودئون، دیزنی و گلوب به پخش رسیده‌است. تا کنون ۵ فصل از این مجموعه به اتمام رسیده که شامل ۱۳۱ قسمت می‌باشد و همچنین فصل ۶ در حال پخش و انتشار است.
پخش فصل ۶ در دیزنی آمریکا شروع شده است و قسمت ها در حال انتشار هستند.
ترتیب قسمت‌های این فهرست بر اساس کد تولید آن‌ها است.

## نمای کلی قسمت‌ها

### قسمت‌های اصلی
| فصل | قسمت‌ها | قسمت‌ها | تاریخ اصلی روی آنتن رفتن | تاریخ اصلی روی آنتن رفتن |
| فصل | قسمت‌ها | قسمت‌ها | اولین بار                | آخرین بار                |
| --- | ------ | ------ | ------------------------ | ------------------------ |
| ۱   | ۲۶     | ۲۶     | ۱۹ اکتبر ۲۰۱۵            | ۳۰ اکتبر ۲۰۱۶            |
| ۲   | ۲۶     | ۲۶     | ۱۱ دسامبر ۲۰۱۶           | ۱۸ نوامبر ۲۰۱۸           |
| ۳   | ۲۶     | ۲۶     | ۱۴ آوریل ۲۰۱۹            | ۸ دسامبر ۲۰۱۹            |
| ۴   | ۲۶     | ۲۶     | ۱۱ آوریل ۲۰۲۱            | ۱۳ مارس ۲۰۲۲             |
| ۵   | ۲۷     | ۲۷     | ۲۴ اکتبر ۲۰۲۲            | ۱ ژوئیه ۲۰۲۳             |

### قسمت‌های  ویژه
| فصل | فصل             | قسمت‌ها | قسمت‌ها | روی آنتن رفته  | روی آنتن رفته |
| فصل | فصل             | قسمت‌ها | قسمت‌ها | اولین بار      | آخرین بار     |
| --- | --------------- | ------ | ------ | -------------- | ------------- |
|     | راز ها          | ۳۶     | ۳۶     | ۲ اکتبر ۲۰۱۵   | اعلام نشده    |
|     | یک روز در پاریس | ۵      | ۵      | ۳۰ ژانویه ۲۰۱۷ | ۳ فوریه ۲۰۱۷  |
|     | چیبی            | ۷      | ۷      | ۳۱ اوت ۲۰۱۸    | ۲۶ اکتبر ۲۰۱۸ |
|     | دنیای میراکلس   | ۳      | ۳      | ۱۸ اکتبر ۲۰۲۰  | اعلام نشده    |

## فصل ۱ (۲۰۱۵–۲۰۱۶)
| کل | فصل | عنوان فارسی   | عنوان انگلیسی                        | کد تولید |
| -- | --- | ------------- | ------------------------------------ | -------- |
| ۱  | ۱   | هوای طوفانی   | Stormy Weather                       | ۱۰۱      |
| ۲  | ۲   | طراح شرور     | The Evillustrator                    | ۱۰۲      |
| ۳  | ۳   | بانو وای‌فای   | Lady Wifi                            | ۱۰۳      |
| ۴  | ۴   | شاهدخت معطر   | Princess Fragrance                   | ۱۰۴      |
| ۵  | ۵   | کیوپید سیاه   | Dark Cupid                           | ۱۰۵      |
| ۶  | ۶   | آقای کبوتر    | Mr. Pigeon                           | ۱۰۶      |
| ۷  | ۷   | عددی          | Pixelator                            | ۱۰۷      |
| ۸  | ۸   | مقلد          | Copy Cat                             | ۱۰۸      |
| ۹  | ۹   | حباب‌ساز       | The Bubbler                          | ۱۰۹      |
| ۱۰ | ۱۰  | خشن           | Simon Says                           | ۱۱۰      |
| ۱۱ | ۱۱  | افسر راجر     | Rogercop                             | ۱۱۱      |
| ۱۲ | ۱۲  | گیمر          | Gamer                                | ۱۱۲      |
| ۱۳ | ۱۳  | مرد حیوان‌نما  | Animan                               | ۱۱۳      |
| ۱۴ | ۱۴  | سیاه‌شمشیر     | Darkblade                            | ۱۱۴      |
| ۱۵ | ۱۵  | فرعون         | The Pharoh                           | ۱۱۵      |
| ۱۶ | ۱۶  | زمان‌شکن       | Timebreaker                          | ۱۱۶      |
| ۱۷ | ۱۷  | ترس‌خوره       | Horrificator                         | ۱۱۷      |
| ۱۸ | ۱۸  | خیمه‌شب‌باز     | The Pupeteer                         | ۱۱۸      |
| ۱۹ | ۱۹  | پانتومیم‌باز   | The Mime                             | ۱۱۹      |
| ۲۰ | ۲۰  | گیتاریست شرور | Guitar Vilain                        | ۱۲۰      |
| ۲۱ | ۲۱  | رفلکتا        | Reflekta                             | ۱۲۱      |
| ۲۲ | ۲۲  | سنگدل ۱       | Ladybug & Cat Noir - Origins, Part 1 | ۱۲۲      |
| ۲۳ | ۲۳  | سنگدل ۲       | Stoneheart - Origins, Part 2         | ۱۲۳      |
| ۲۴ | ۲۴  | حشره‌کش        | Antibug                              | ۱۲۴      |
| ۲۵ | ۲۵  | کونگ‌فود       | Kung Food                            | ۱۲۵      |
| ۲۶ | ۲۶  | ولپینا        | Volpina                              | ۱۲۶      |

## فصل ۲ (۲۰۱۶–۲۰۱۸)
| قسمت در کل | قسمت در فصل | عنوان فارسی                         | عنوان انگلیسی                         | کد تولید |
| ---------- | ----------- | ----------------------------------- | ------------------------------------- | -------- |
| ۲۷         | ۱           | گردآورنده                           | The Collector                         | ۲۰۱      |
| ۲۸         | ۲           | ملکه تصویر                          | Prime Queen                           | ۲۰۲      |
| ۲۹         | ۳           | منجمد ساز                           | Glaciator                             | ۲۰۳      |
| ۳۰         | ۴           | خرس سرخورده                         | Despair Bear                          | ۲۰۴      |
| ۳۱         | ۵           | دردسرساز                            | Troublemaker                          | ۲۰۵      |
| ۳۲         | ۶           | غول‌بچه                              | Gigantitan                            | ۲۰۶      |
| ۳۳         | ۷           | ریپست                               | Riposte                               | ۲۰۷      |
| ۳۴         | ۸           | بیفانا                              | Befana                                | ۲۰۸      |
| ۳۵         | ۹           | بلبل ترسناک                         | Frightningale                         | ۲۰۹      |
| ۳۶         | ۱۰          | گوریزیلا                            | Gorizilla                             | ۲۱۰      |
| ۳۷         | ۱۱          | روباستس                             | Robustus                              | ۲۱۱      |
| ۳۸         | ۱۲          | سپوتی‌ها                             | Sapotis                               | ۲۱۲      |
| ۳۹         | ۱۳          | جغد سیاه                            | The Dark Owl                          | ۲۱۳      |
| ۴۰         | ۱۴          | سایرن                               | Syren                                 | ۲۱۴      |
| ۴۱         | ۱۵          | زامبی‌زو                             | Zombizou                              | ۲۱۵      |
| ۴۲         | ۱۶          | کاپیتان هاردراک                     | Captain Hardrock                      | ۲۱۶      |
| ۴۳         | ۱۷          | فروزر                               | Frozer                                | ۲۱۷      |
| ۴۴         | ۱۸          | ملکه مد                             | Style Queen (Queen's Battle - Part 1) | ۲۱۸      |
| ۴۵         | ۱۹          | ملکه زنبورهای وحشی                  | Queen Wasp (Queen’s Battle - Part 2)  | ۲۱۹      |
| ۴۶         | ۲۰          | وارونه‌گر                            | Reverser                              | ۲۲۰      |
| ۴۷         | ۲۱          | انانسی                              | Anansi                                | ۲۲۱      |
| ۴۸         | ۲۲          | دیکتاتور شرور                       | Malediktator                          | ۲۲۲      |
| ۴۹         | ۲۳          | پسر شنی                             | Sandboy                               | ۲۲۳      |
| ۵۰         | ۲۴          | روز قهرمانان ۱ / کاتالیست           | Catalyst (Heroes' Day - Part 1)       | ۲۲۴      |
| ۵۱         | ۲۵          | روز قهرمانان ۲ / شرور قرمز / مایورا | Mayura (Heroes' Day - Part 2)         | ۲۲۵      |
| ۵۲         | ۲۶          | ویژه کریسمس                         | Santa Claws                           | ۲۲۶      |

## فصل ۳ (۲۰۱۹)
| قسمت در کل | قسمت در فصل | عنوان فارسی                         | عنوان انگلیسی                                         | کد تولید |
| ---------- | ----------- | ----------------------------------- | ----------------------------------------------------- | -------- |
| ۵۳         | ۱           | آفتاب‌پرست                           | Chameleon                                             | ۳۰۱      |
| ۵۴         | ۲           | استاد انیمیشن                       | Animaestro                                            | ۳۰۲      |
| ۵۵         | ۳           | نانوای ناشناس                       | Bakerix                                               | ۳۰۳      |
| ۵۶         | ۴           | زمان‌برگردون                         | Backwarder                                            | ۳۰۴      |
| ۵۷         | ۵           | عروسک رفلکتا                        | Reflekdoll                                            | ۳۰۵      |
| ۵۸         | ۶           | بابا گرگی                           | Weredad                                               | ۳۰۶      |
| ۵۹         | ۷           | خاموش‌کن                             | Silencer                                              | ۳۰۷      |
| ۶۰         | ۸           | اُونی‌چان                             | Oni-Chan                                              | ۳۰۸      |
| ۶۱         | ۹           | میراکلر                             | Miraculer                                             | ۳۰۹      |
| ۶۲         | ۱۰          | فراموشی‌دهنده                        | Oblivio                                               | ۳۱۰      |
| ۶۳         | ۱۱          | دِسْپِرادا                             | Desperada                                             | ۳۱۱      |
| ۶۴         | ۱۲          | ارباب کریس                          | Christmaster                                          | ۳۱۲      |
| ۶۵         | ۱۳          | قطار فضایی                          | Startrain                                             | ۳۱۳      |
| ۶۶         | ۱۴          | کوآمی‌گیر                            | Kwamibuster                                           | ۳۱۴      |
| ۶۷         | ۱۵          | فیست                                | Feast                                                 | ۳۱۵      |
| ۶۸         | ۱۶          | گیمر ۲                              | Gamer 2.0                                             | ۳۱۶      |
| ۶۹         | ۱۷          | هوای طوفانی ۲                       | Stormy weather 2                                      | ۳۱۷      |
| ۷۰         | ۱۸          | ایکاری گُزِن                          | Ikari Gozen                                           | ۳۱۸      |
| ۷۱         | ۱۹          | زمان‌پیما                            | Timetagger                                            | ۳۱۹      |
| ۷۲         | ۲۰          | مهمان ناخوانده                      | Party Crasher                                         | ۳۲۰      |
| ۷۳         | ۲۱          | خیمه‌شب‌باز ۲                         | The Puppeteer 2                                       | ۳۲۱      |
| ۷۴         | ۲۲          | گربه سفید                           | Cat Blanc                                             | ۳۲۲      |
| ۷۵         | ۲۳          | فیلیکس                              | Félix                                                 | ۳۲۳      |
| ۷۶         | ۲۴          | دختر کفشدوزکی                       | Ladybug                                               | ۳۲۴      |
| ۷۷         | ۲۵          | شکارچی قلب (نبرد میراکلس - بخش ۱)   | Heart Hunter (The Battle of the (Miraculous - Part 1  | ۳۲۵      |
| ۷۸         | ۲۶          | ملکه معجزه‌گر (نبرد میراکلس - بخش ۲) | Miracle Queen (The Battle of the Miraculous - Part 2) | ۳۲۶      |

## فصل ۴ (۲۰۲۱–۲۰۲۲)
| قسمت در کل | قسمت در فصل | عنوان فارسی                             | عنوان انگلیسی                                    | کد تولید |
| ---------- | ----------- | --------------------------------------- | ------------------------------------------------ | -------- |
| ۷۹         | ۱           | حقیقت                                   | Truth                                            | ۴۰۱      |
| ۸۰         | ۲           | دروغ                                    | Lies                                             | ۴۰۲      |
| ۸۱         | ۳           | باند اسرار                              | Gang of Secrets                                  | ۴۰۳      |
| ۸۲         | ۴           | آقای کبوتر ۷۲                           | Mr. pigeon 72                                    | ۴۰۴      |
| ۸۳         | ۵           | روانپزشک                                | Psycomedian                                      | ۴۰۵      |
| ۸۴         | ۶           | فوی عصبانی                              | Furious Fu                                       | ۴۰۶      |
| ۸۵         | ۷           | ریز پاله کننده                          | Sole Crusher                                     | ۴۰۷      |
| ۸۶         | ۸           | ملکه موز                                | Queen Banana                                     | ۴۰۸      |
| ۸۷         | ۹           | گابریل اگرست                            | Gabriel Agreste                                  | ۴۰۹      |
| ۸۸         | ۱۰          | مگازالو                                 | Mega leech                                       | ۴۱۰      |
| ۸۹         | ۱۱          | گناهکار                                 | Guiltrip                                         | ۴۱۱      |
| ۹۰         | ۱۲          | تمساح                                   | Crocoduel                                        | ۴۱۲      |
| ۹۱         | ۱۳          | اُپْتیگامی                                | Optigami                                         | ۴۱۳      |
| ۹۲         | ۱۴          | حباب ساز احساساتی                       | Sentibubbler                                     | ۴۱۴      |
| ۹۳         | ۱۵          | منجمد ساز ۲                             | Glaciator 2                                      | ۴۱۵      |
| ۹۴         | ۱۶          | هک سان                                  | Hack-San                                         | ۴۱۶      |
| ۹۵         | ۱۷          | اشک انداز                               | Rocketear                                        | ۴۱۷      |
| ۹۶         | ۱۸          | آرزوساز                                 | Wishmaker                                        | ۴۱۸      |
| ۹۷         | ۱۹          | مرد ساده                                | Simpleman                                        | ۴۱۹      |
| ۹۸         | ۲۰          | کیلین                                   | Qilin                                            | ۴۲۰      |
| ۹۹         | ۲۱          | عزیزترین خانواده                        | Dearest Family                                   | ۴۲۱      |
| ۱۰۰        | ۲۲          | زودگذر                                  | Ephemeral                                        | ۴۲۲      |
| ۱۰۱        | ۲۳          | کورُنِکو                                  | Kuro Neko                                        | ۴۲۳      |
| ۱۰۲        | ۲۴          | تیم پنالتی                              | Penalteam                                        | ۴۲۴      |
| ۱۰۳        | ۲۵          | ریسک (آخرین حمله شدوماث - بخش ۱)        | Risk (Shadow Moth's Final Attack - part 1)       | ۴۲۵      |
| ۱۰۴        | ۲۶          | حمله متقابل (آخرین حمله شدوماث - بخش ۲) | Strikeback (Shadow moth's Final Attack - part 2) | ۴۲۶      |

## فصل ۵ (۲۰۲۲–۲۰۲۳)
| قسمت در کل | قسمت در فصل | عنوان فارسی            | عنوان انگلیسی                              | کد تولید |
| ---------- | ----------- | ---------------------- | ------------------------------------------ | -------- |
| ۱۰۵        | ۱           | تکامل                  | Evolution                                  | ۵۰۱      |
| ۱۰۶        | ۲           | تکثیر                  | Multiplication                             | ۵۰۲      |
| ۱۰۷        | ۳           | تخریب                  | Destruction                                | ۵۰۳      |
| ۱۰۸        | ۴           | شادی                   | Jubilation                                 | ۵۰۴      |
| ۱۰۹        | ۵           | توهم                   | Illusion                                   | ۵۰۵      |
| ۱۱۰        | ۶           | تصمیم                  | Determination                              | ۵۰۶      |
| ۱۱۱        | ۷           | ساختار                 | Passion                                    | ۵۰۷      |
| ۱۱۲        | ۸           | دیدار مجدد             | Reunion                                    | ۵۰۸      |
| ۱۱۳        | ۹           | سرافرازی               | Elation                                    | ۵۰۹      |
| ۱۱۴        | ۱۰          | تغییر - انتخاب کوآمی ۱ | Transmission (The kwamis' Choice - Part 1) | ۵۱۰      |
| ۱۱۵        | ۱۱          | برگشت - انتخاب کوآمی ۲ | Deflagration (The kwamis' Choice - Part 2) | ۵۱۱      |
| ۱۱۶        | ۱۲          | بی نقص                 | Perfection                                 | ۵۱۲      |
| ۱۱۷        | ۱۳          | مهاجرت                 | Migration                                  | ۵۱۳      |
| ۱۱۸        | ۱۴          | تمسخر                  | Derision                                   | ۵۱۴      |
| ۱۱۹        | ۱۵          | تفکر                   | Intuition                                  | ۵۱۵      |
| ۱۲۰        | ۱۶          | حفاظت                  | Protection                                 | ۵۱۶      |
| ۱۲۱        | ۱۷          | ستایش                  | Adoration                                  | ۵۱۷      |
| ۱۲۲        | ۱۸          | احساسات                | Feelings                                   | ۵۱۸      |
| ۱۲۳        | ۱۹          | تظاهر                  | Pretension                                 | ۵۱۹      |
| ۱۲۴        | ۲۰          | افشاء                  | Revelation                                 | ۵۲۰      |
| ۱۲۵        | ۲۱          | تقابل                  | Confrontation                              | ۵۲۱      |
| ۱۲۶        | ۲۲          | تبانی                  | Collusion                                  | ۵۲۲      |
| ۱۲۷        | ۲۳          | انقلاب                 | Revolution                                 | ۵۲۳      |
| ۱۲۸        | ۲۴          | نمایش                  | Representation                             | ۵۲۴      |
| ۱۲۹        | ۲۵          | ترکیب - روز آخر ۱      | Conformation (The Last Day - Part 1)       | ۵۲۵      |
| ۱۳۰        | ۲۶          | بازآفرینی - روز آخر ۲  | Re-creation (The Last Day - Part 2)        | ۵۲۶      |
| ۱۳۱        | ۲۷          | اکشن                   | Action                                     | ۵۲۷      |

## دنیای میراکلس
| شم. | عنوان                                                                                     | کارگردان     | نویسنده | تاریخ پخش اصلی (فرانسه) | تاریخ پخش در ایالات متحده     | کد تولید  |
| --- | ----------------------------------------------------------------------------------------- | ------------ | --- | ----------------------- | ----------------------------- | --------- |
| ۱   | «ماجراجویی در نیویورک»                                                                    | توماس آستروک | توماس آستروک، متیو شوکت، ملانی دووال، فرد لنوار، سباستین تیبودو                                                          | ۲۶ سپتامبر ۲۰۲۰         | ۲۵ سپتامبر ۲۰۲۰ (کانال دیزنی) | ۳۲۷       |
| ۲   | «ماجراجویی در شانگهای»                                                                    | توماس آستروک | داستان : توماس آستروک و جرمی زاگ نمایشنامۀ تلویزیونی : توماس آستروک، ماتیو شوکِت، ملانی دووال، فرد لنوار و سباستین تیبودو | ۴ آوریل ۲۰۲۱            | ۲۸ مه ۲۰۲۱ (کانال دیزنی)      | ۳۲۸       |
| ۳   | «دنیای معجزه‌آسا: داستان‌های شادی‌باگ و گربه پنجه سیاه» "دختر کفشدوزکی: شیدی‌باگ و کلاو نوآر" | توماس آستروک | داستان : توماس آستروک نمایشنامۀ تلویزیونی : توماس آسترک، ملانی دووال، فرد لنوآر و سباستین تیبودو                         | ۲۱ اکتبر ۲۰۲۳           | ۱۸ نوامبر ۲۰۲۳                | ۵۲۸       |
| ۴   | «ماجراجویی در لندن»                                                                       | توماس آستروک | اعلان‌نشده | اعلان‌نشده               | اعلان‌نشده                     | اعلان‌نشده |
| ۵   | «ماجراجویی در داکار»                                                                      | توماس آستروک | اعلان‌نشده | اعلان‌نشده               | اعلان‌نشده                     | اعلان‌نشده |
| ۶   | «ماجراجویی در ریو دو ژانیرو»                                                              | توماس آستروک | اعلان‌نشده | اعلان‌نشده               | اعلان‌نشده                     | اعلان‌نشده |
| ۷   | «ماجراجویی در توکیو»                                                                      | توماس آستروک | اعلان‌نشده | اعلان‌نشده               | اعلان‌نشده                     | اعلان‌نشده |

## فیلم‌ها
| عنوان                                        | کارگردان | نویسنده  | پخش اصلی     | پخش در ایالات متحده |
| -------------------------------------------- | -------- | -------- | ------------ | ------------------- |
| «دختر کفشدوزکی و پسر گربه‌ای: فیلم پنجه سیاه» | جرمی زاگ | جرمی زاگ | ۵ ژوئیه ۲۰۲۳ | ۲۸ ژوئیه ۲۰۲۳       |